# Chmil'nyk
Chmil'nyk (in ucraino Хмільник?; in russo Хмельник?, Chmel'nik; in polacco Chmielnik) è una città ucraina (25 916 abitanti), nel distretto di Chmil'nyk, nell'oblast' di Vinnycja. Ospita l'amministrazione del distretto di Chmil'nyk e della comunità territoriale di Chmil'nyk, una delle comunità territoriali dell'Ucraina.
Fino al 18 luglio 2020 Chmil'nyk costituiva una città di rilevanza regionale e fungeva da centro amministrativo del distretto di Chmil'nyk, sebbene non appartenesse al distretto. Come parte della riforma amministrativa che ha ridotto a sei il numero dei distretti dell'oblast' di Vinnycja, la città fu integrata nel distretto di Chmil'nyk.